# Nikolaj Panin-Kolomenkin
Nikolaj Aleksandrovič Panin-Kolomenkin (in russo Николай Александрович Панин-Коломенкин?; Chrenovoe, 8 febbraio 1872 – Leningrado, 19 gennaio 1956) è stato un pattinatore artistico su ghiaccio e tiratore a segno russo.
Primo campione olimpico della storia russa, vinse la medaglia d'oro nel pattinaggio di figura speciale a Londra nel 1908. Fu per sei volte campione nazionale nel pattinaggio artistico, dodici volte campione nazionale nel tiro con la pistola, undici volte campione nazionale nel tiro con la pistola da combattimento. Per i suoi meriti sportivi, nel 1940 l'Unione Sovietica gli conferì il titolo di Maestro dello sport

## Biografia
Nato nel Governatorato di Voronež dell'Impero Russo, era figlio di Aleksandr Nikolaevič Kolomenkin, direttore della fabbrica di macchinari agricoli di Voronež, ed Evgenija Vladimirovna.
Fin dalla prima infanzia, Nikolaj iniziò a utilizzare pattini di legno costruiti in casa con una lama di ferro, mentre più tardi la madre gli portò da Mosca un paio di pattini veri. Nel 1882 i suoi genitori divorziarono e la madre, portando con sé il figlio e le due sorelle, partì per San Pietroburgo, dove Kolomenkin continuò la sua pratica del pattinaggio, frequentando spesso la pista di ghiaccio ricavata in uno spiazzo di Grečiskij prospekt. Sotto il patrocinio del suo patrigno, Nikolaj ricevette una lettera di raccomandazione da Vjačeslav Sresnevskij, presidente della Società degli appassionati di pattinaggio di San Pietroburgo, che gli consentì l'accesso al giardino di Jusupov, la cui pista di pattinaggio fu utilizzata per il pattinaggio di velocità, l'hockey e lo slittino finlandese.
Nel 1893 Nikolaj si iscrisse all'Università di San Pietroburgo, studiando presso il Dipartimento di Scienze Naturali nella Facoltà di Fisica e Matematica, laureandosi nel 1898. La sua tesi di laurea in anatomia ebbe come relatore il professor Pëtr Franzevič Lesgaft, fondatore nel 1893 della Società per l'assistenza allo sviluppo fisico dei bambini e dei giovani.
Senza lasciare il pattinaggio artistico, Nikolaj praticò anche altri sport, tra cui ciclismo, atletica leggera, canottaggio, nuoto, sci, calcio e hockey.
Nel 1901, Nikolaj Panin si candidò per partecipare al campionato nazionale di "arte del pattinaggio", completando con successo tutte le discipline e vincendo una grande medaglia d'oro e il titolo di miglior pattinatore della Russia.
Nel 1903, in occasione del 200º anniversario di fondazione della città di San Pietroburgo, il Comitato dell'Unione Internazionale di Pattinaggio incaricò la Società degli amanti del pattinaggio di San Pietroburgo di organizzare i Campionati del Mondo. Nikolaj Panin si ritrovò così a competere con i migliori pattinatori del mondo, tra cui il campione del mondo svedese Ulrich Salchow, l'ex campione del mondo tedesco Gilbert Fuchs, il campione austriaco Max Bogach e il campione tedesco Ernst Lassan. Il torneo fu vinto da favorito Ulrich Salchow, mentre Nikolaj Panin giunse al secondo posto.
Il 2 e 3 febbraio 1908 San Pietroburgo ospitò il Concorso internazionale di pattinaggio di figura che mise in palio una coppa in memoria della tragica morte del grande pattinatore Aleksandr Panšin. Al concorso parteciparono il sette volte campione del mondo svedese Ulrich Salchow, i tedeschi Heinrich Burger e Martin Gordan: Nikolaj Panin vinse con 344,4 punti, mentre Salchov giunse secondo con 328,2 punti.

### Le olimpiadi del 1908

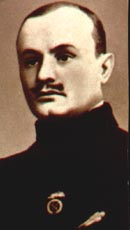
Panin nel 1908

Figure speciali presentate da Panin alle olimpiadi di Londra 1908

In occasione dei Giochi olimpici estivi di Londra nel 1908, venne organizzata per la prima volta una settimana dimostrativa di sport invernali, che prevedevano gare di pattinaggio obbligatorio e libero. Oltre a Nikolaj Panin, parteciparono il sette volte campione del mondo e sei volte campione europeo Ulrich Salchow, il due volte campione del mondo, argento e bronzo ai Campionati europei German Burger, la medaglia di bronzo ai Campionati mondiali ed europei Swedish Per Touraine, l'americano Irving Brockau, il britannico Arthur Cummings e John Hall-Sey. Il 28 ottobre 1908, Nikolaj Panin concluse con soddisfazione e precisione tutte le figure obbligatorie, aggiudicandosi però solo il secondo posto. Secondo alcune fonti però i giudici britannico e svedese, amici del campione del mondo Salchov, sfavorirono deliberatamente Panin attribuendogli solo 1147 punti contro i 1172,5 punti di Salchow. Per protestare contro il giudizio a suo parere ingiusto, Panin si ritirò dalla competizione senza eseguire il programma libero.
Il 29 ottobre fu la volta della gara di figure speciali: Salchov si rese conto che era impossibile battere Panin in questa disciplina e si ritirò dal concorso in anticipo. Panin infatti aveva presentato ai giudici alcuni disegni di figure così complessi che non si credeva nella sua capacità di eseguirli davvero sul ghiaccio. Dopo la loro impeccabile esecuzione, con eccezionale precisione matematica, i giudici furono costretti ad assegnare all'unanimità il primo posto a Panin, stabilendo un punteggio da record nella storia delle cifre obbligatorie (219 su 240 possibili, cioè il 91,3% del massimo), che gli ha permesso di vincere la medaglia d'oro olimpica, davanti a Cummings e Hall-Sey.

### Le olimpiadi del 1912
Nikolaj Panin partecipò alle gare di tiro con la pistola alle Olimpiadi di Stoccolma del 1912, primo atleta russo a partecipare a due edizioni dei Giochi olimpici e in un altro sport. Nella gara individuale si classificò all'ottavo posto, mentre nella gara a squadre giunse quarto insieme a Grigorij Šesterikov, Pavel Vojlošnikov e Nikolaj Mel'nickij.

### Carriera da allenatore

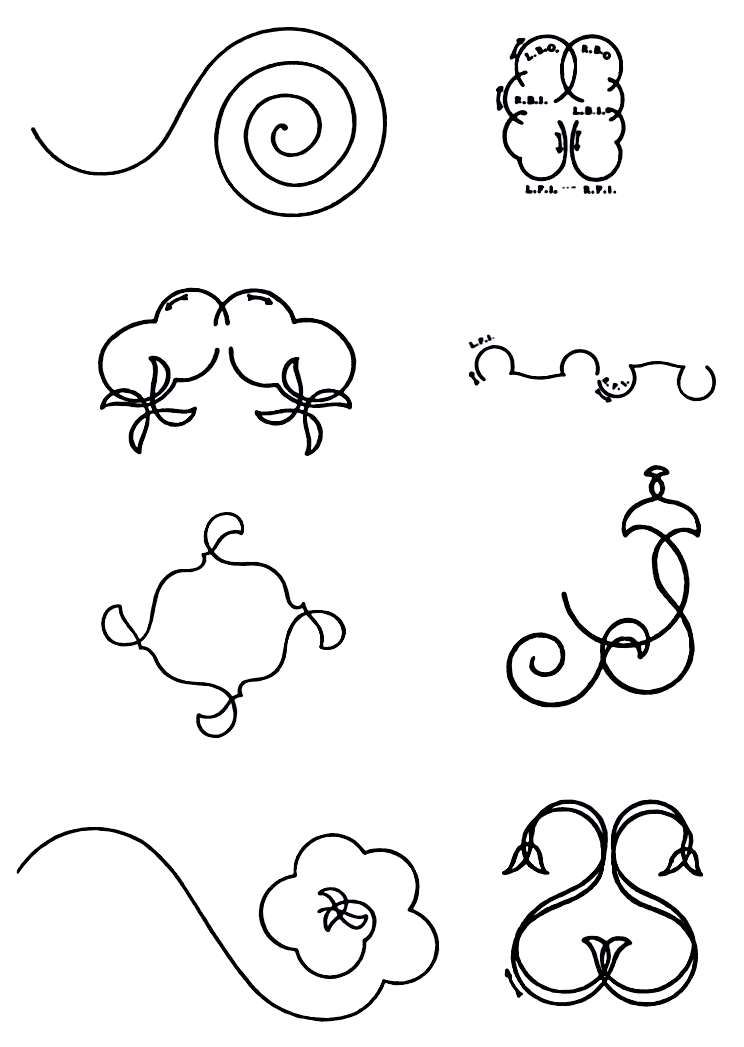
Altre figure speciali disegnate da Panin

Dopo le Olimpiadi, nel 1915-1917 Panin passò ad allenare, divenendo altresì segretario del Comitato Olimpico russo.
Dal 1919 al 1930 lavorò in diversi enti finanziari della provincia di Pietrogrado (Leningrado) e della regione, divenendo anche istruttore di organizzazione sportiva di Vsevobuč nel Villaggio dei Bambini.
Nel 1928 vinse la Spartachiade nel tiro con la pistola.
Dal 1930 fu responsabile del seminario degli istruttori di pattinaggio artistico a Leningrado. Nel 1933 fu a capo della scuola di pattinaggio artistico presso l'Istituto di cultura fisica di Lesgaft. Dal 1936 al 1938 fu direttore della scuola di pattinaggio artistico presso l'Istituto di cultura fisica di Lesgaft.
Durante la Grande guerra patriottica fu istruttore per addestrare i combattenti partigiani. Nel febbraio 1942 fu evacuato dalla Leningrado assediata, dove ritornò nel 1945 tornò per lavorare all'Istituto di ricerca di cultura fisica.
Ha scritto diversi manuali di preparazione sportiva e per i suoi fondamentali risultati scientifici e la sua attività pedagogica Panin è stato insignito del titolo di Professore associato e del titolo di Candidato di scienze pedagogiche (1938).
Panin-Kolomenkin morì nel 1956 a Leningrado e fu sepolto nel cimitero di Serafimovskij.

## Memoria

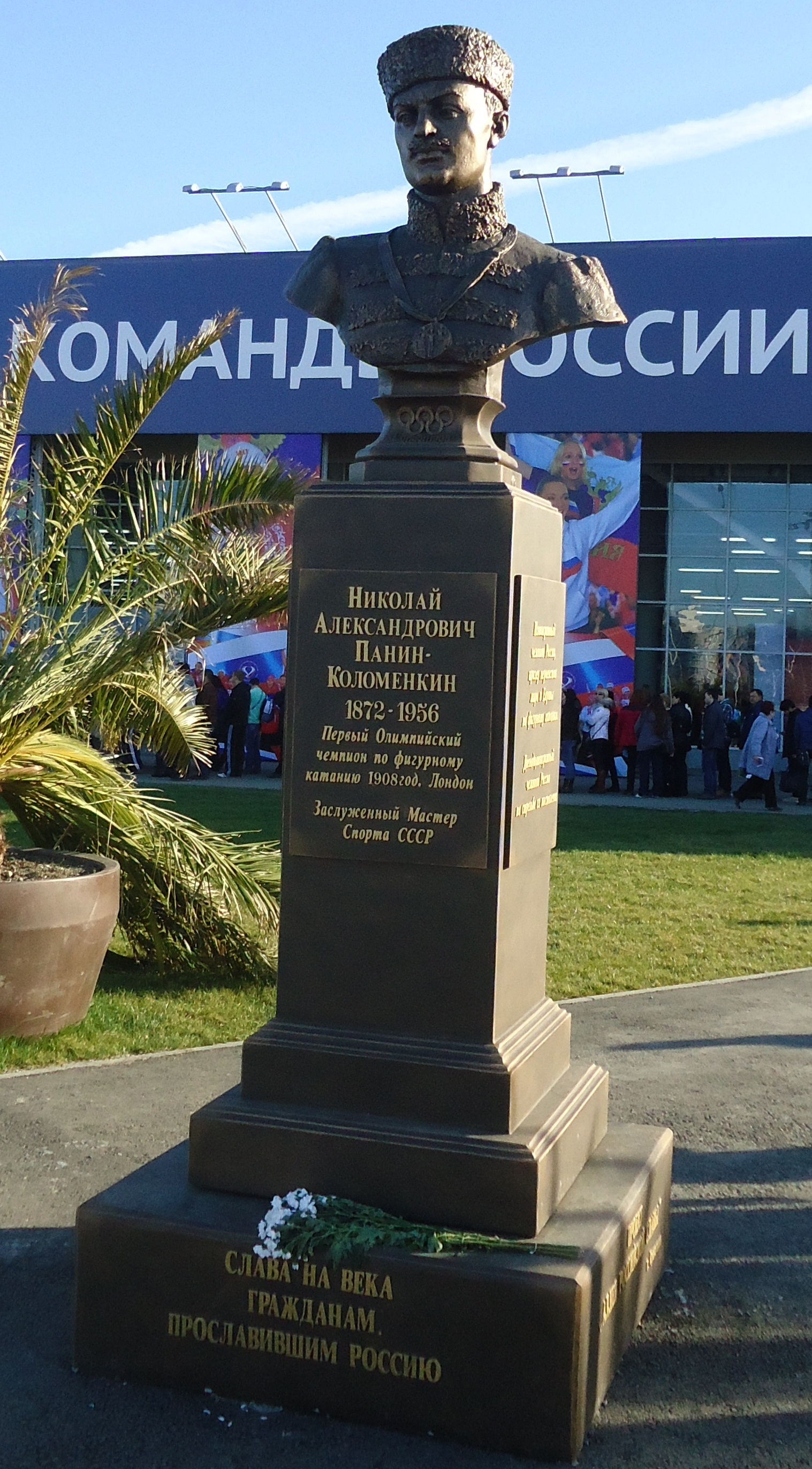
Busto commemorativo

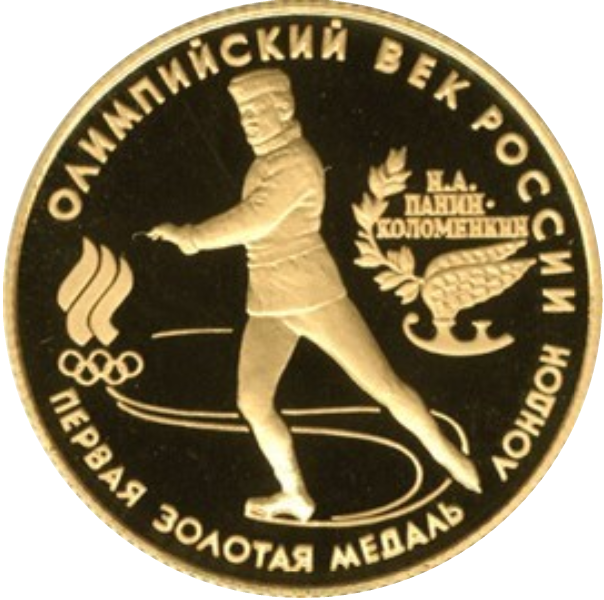
Moneta d'oro del 1993

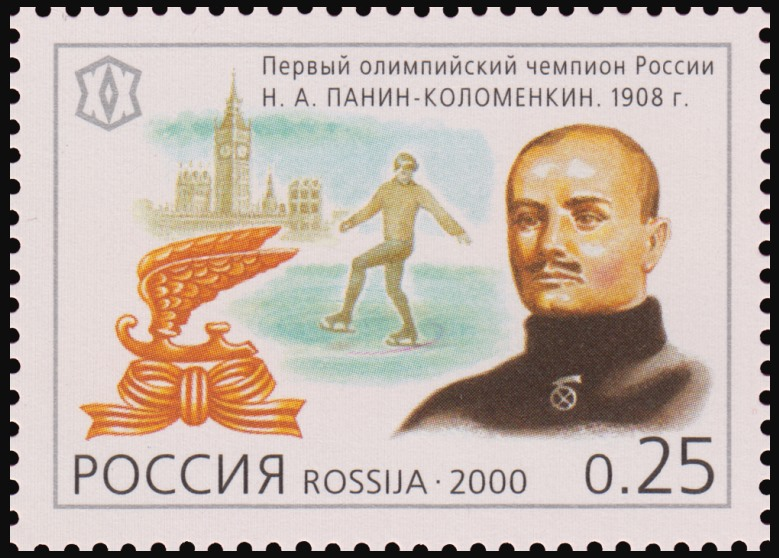
Francobollo emesso nel 2000

Dal 1957 al 1987, la città di Leningrado ha ospitato il torneo annuale "Memoriale N. A. Panin", il cui trofeo era un grande vaso di porcellana (alto circa un metro) sul quale erano incisi i nomi di tutti i vincitori di questo concorso. Nel 2007, la Federazione di pattinaggio di figura di San Pietroburgo ha rilanciato il torneo e nel 2008 il torneo è diventato internazionale.
Nel 1993 la Russia ha coniato una moneta d'oro commemorativa da 50 rubli per celebrare la prima medaglia d'oro olimpica vinta dalla Russia: Panin appare accanto agli anelli olimpici e alla fiamma, un ramo d'alloro e un pattino da ghiaccio alato.
Nel 2008, in occasione del centenario della vittoria della prima medaglia olimpica, la Federazione russa di pattinaggio artistico ha istituito una medaglia commemorativa, assegnata per decisione del Comitato Esecutivo della Federazione ad atleti, allenatori, giudici e attivisti per il loro duraturo ed eccezionale contributo al rafforzamento dell'autorità sportiva del pattinaggio artistico russo.
Il 3 dicembre 2008 è stato inaugurato un busto di Nikolai Panin-Kolomenkin nella sala principale del complesso sportivo dell'Accademia di pattinaggio artistico di San Pietroburgo. Nell'occasione Oleg Nilov, presidente della Federazione di pattinaggio di figura di San Pietroburgo, ha annunciato che l'Accademia stessa sarebbe stata presto intitolata a Nikolaj Panin.
Il 15 febbraio 2009, il nome di Nikolaj Panin è stato presentato alla World Figure Skating Hall of Fame per i suoi eccezionali servizi. Il premio di N.A. Panin-Kolomenkin è stato consegnato al Campionato Mondiale di Pattinaggio Artistico di Figura 2009 a Los Angeles (USA) per essere conservato in uno dei musei di San Pietroburgo.

## Palmarès

### Individuale
| Evento              | 1901 | 1902 | 1903 | 1904 | 1905 | 1906 | 1907 | 1908 |
| ------------------- | ---- | ---- | ---- | ---- | ---- | ---- | ---- | ---- |
| Giochi olimpici     |      |      |      |      |      |      |      | R    |
| Campionati mondiali |      |      | 2°   |      |      |      |      |      |
| Campionati europei  |      |      |      | 3°   |      |      |      | 2°   |
| Campionati russi    | 1°   | 1°   | 1°   | 1°   | 1°   |      | 1°   |      |
| R = Ritirato        |      |      |      |      |      |      |      |      |

### Figure speciali
| Event           | 1908 |
| --------------- | ---- |
| Giochi olimpici | 1°   |